# Simulium adornatum
Simulium adornatum är en tvåvingeart som först beskrevs av Rubtsov 1956.  Simulium adornatum ingår i släktet Simulium och familjen knott. Inga underarter finns listade i Catalogue of Life.